# پرستار شب (ترانه کسکادا)
«پرستار شب» (به انگلیسی: Night Nurse) تک‌آهنگی از کسکادا است که در سال ۲۰۱۱ میلادی منتشر شد.